# داریو آرجنتو
داریو آرجنتو (به ایتالیایی: Dario Argento) (زاده ۷ سپتامبر ۱۹۴۰) کارگردان، تهیه‌کننده و فیلم‌نامه‌نویس ایتالیایی است. او بیشتر به‌خاطر ساخت فیلم‌هایی در ژانر وحشت به‌ویژه سبک جالو و تأثیر فراوانش در سینمای وحشتِ مدرن شناخته می‌شود.

## گزیده فیلم‌شناسی
- ببخشید، موافقید یا مخالف؟ (۱۹۶۶)
- امروز می‌کشیم، فردا می‌میریم! (۱۹۶۸)
- انقلاب جنسی (۱۹۶۸)
- پنج مرد جنگی (۱۹۶۹)
- پرنده‌ای با بال‌های بلورین (۱۹۷۰)
- گربه نه‌دم (۱۹۷۰)
- چهار مگس روی مخمل خاکستری (۱۹۷۱)
- مردی به نام آمین (۱۹۷۲)
- پنج روز (۱۹۷۳)
- قرمز تیره (۱۹۷۵)
- سوسپیریا (۱۹۷۷)
- دوزخ (۱۹۸۰)
- ظلمت (۱۹۸۲)
- پدیده (۱۹۸۵)
- شیاطین (۱۹۸۵)
- شیاطین ۲ (۱۹۸۶)
- اپرا (۱۹۸۷)
- دو چشم شیطانی (۱۹۹۰)
- تروما (۱۹۹۳)
- سندرم استاندال (۱۹۹۶)
- شبح اپرا (۱۹۹۸)
- بی‌خوابی (۲۰۰۱)
- ورق‌باز (۲۰۰۴)
- مادر اشک‌ها (۲۰۰۷)
- جالو (۲۰۰۹)
- دراکولا سه‌بعدی (۲۰۱۲)
- عینک دودی (۲۰۲۲)